# 보처트 필드
보처트 필드(Borchert Field)은 미국 위스콘신주 밀워키에 위치한 야구장이다. 과거 MLB 밀워키 브루어스와 NFL 밀워키 배저스의 홈구장으로 사용했다.